# Sofija Todorowa
Sofija Todorowa (mac. София Тодорова; ur. 11 grudnia 1947 w Skopje) – jugosłowiańska i północnomacedońska ekonomistka, działaczka komunistyczna i dyplomatka. Pełniła funkcję ministra rozwoju (1992–1994), ministra nauki (1994–1996), ministra edukacji (1996–1998) oraz ambasadora Republiki Macedonii Szwecji (1998–2000).

## Życiorys
W 1970 roku ukończyła studia ekonomiczne na Uniwersytecie Świętych Cyryla i Metodego w Skopju. W latach 1970–1976 była asystentką w Instytucie Ekonomicznym w Skopju, jednocześnie odbywając studia na Uniwersytecie Belgradzkim. W 1993 roku otrzymała tytuł profesora ekonomii.
W latach 1989–1991 należała do zarządu Związku Komunistów Macedonii, następnie do 1999 roku była członkinią Komitetu Centralnego Socjaldemokratycznego Związku Macedonii. Pełniła funkcję ministra rozwoju (od 5 września 1992 do 20 grudnia 1994), ministra nauki (od 20 grudnia 1994 do 23 lutego 1996) oraz ministra edukacji (od 23 lutego 1996 do 30 listopada 1998); następnie w latach 1998–2000 była ambasadorem Republiki Macedonii w Szwecji.